# Danowo (powiat kolneński)
Danowo – wieś w Polsce położona w województwie podlaskim, w powiecie kolneńskim, w gminie Kolno.
Wieś szlachecka położona była w drugiej połowie XVI wieku w powiecie kolneńskim ziemi łomżyńskiej. W latach 1975–1998 miejscowość należała administracyjnie do województwa łomżyńskiego.
Wierni kościoła rzymskokatolickiego należą do parafii Zwiastowania Najświętszej Maryi Panny w Lachowie.